# Rode salamander
De rode salamander (Pseudotriton ruber) is een salamander uit de familie longloze salamanders (Plethodontidae). De soort werd voor het eerst wetenschappelijk beschreven door Charles-Nicolas-Sigisbert Sonnini de Manoncourt en Pierre André Latreille in 1801. Oorspronkelijk werd de wetenschappelijke naam Salamandra rubra gebruikt.

## Uiterlijke kenmerken
Deze salamander is meestal helemaal rood, behalve de buik, deze is lichter tot grijswit. Op de rug, poten en staartbasis zitten vele kleine zwarte vlekjes die qua aantal variëren, bij sommige exemplaren zitten er maar enkele tientallen, bij andere vele honderden en ook de kleur kan wat oranje of zelfs bruinachtig zijn. Het lichaam is uitgerekt en rond en heeft duidelijk zichtbare ribben, vrij kleine poten en ogen en een korte en sterk afgeplatte staart. De salamander bereikt een maximale lichaamslengte van ongeveer 20 centimeter. De kop is groot en rond en is tevens duidelijk door de nek afgesnoerd.

## Levenswijze
Het voedsel van deze nachtactieve salamander bestaat uit insecten, kleine amfibieën en wormen. Net zoals een kameleon heeft het dier een schiettong waarmee de prooien gegrepen worden. De tong is echter niet lang en dun, maar juist kort en zeer breed en zit opgevouwen in de bek. Als de tong naar buiten komt, ontvouwt deze zich en plooit zich om het prooidier. Vervolgens trekt de tong zich terug en beweegt de salamander zijn de kop naar voren om toe te happen. Als het dier bedreigd wordt, wuift hij met de staart om belagers af te schrikken. De kleur is vaak al afschrikwekkend. In feite is het dier ongevaarlijk, ondanks dat ze veel gelijkenis vertonen met de giftige jongen van de groene watersalamander (Notophthalmus viridescens).

## Voortplanting
Een legsel bestaat meestal uit ongeveer 70 eieren, die worden vastgehecht aan de onderkant van stukken hout of stenen, soms onder water.

## Verspreiding en habitat
De rode salamander komt voor in het oosten van de Verenigde Staten en leeft in poelen en vennen in heidevelden, bossen en graslanden. Deze soort is sterk aan water gebonden maar jaagt ook wel op het land.